# Главы Севастополя
Здесь представлена информация по всем губернаторам и руководителям административно-территориальных образований, за период нахождения в них Севастополя с 1800 года по настоящее время.

## Ахтиарская крепость (1800—1801)
| Должность | годы в должности                  | Имя           | портрет |
| --------- | --------------------------------- | ------------- | ------- |
| Комендант | 15 сентября 1800 — 17 апреля 1801 | Павел Кошелев |         |

## Николаевское и Севастопольское военное губернаторство(1802—1857)
| Должность                              | годы в должности                   | Имя                | портрет |
| -------------------------------------- | ---------------------------------- | ------------------ | ------- |
| Военный губернатор                     | 1802 — 1811                        | Иван Траверсе      |         |
| Военный губернатор                     | 1811 — 11 декабря 1811             | Роман Галл         |         |
| Военный губернатор                     | 11 декабря 1811 — 2 марта 1816     | Николай Языков     |         |
| Военный губернатор                     | 2 марта 1816 — 3 сентября 1829     | Алексей Грейг      |         |
| И. о. военного губернатора (комендант) | 3 сентября 1829—1830               | Андрей Турчанинов  |         |
| Городской голова                       | 1830                               | Носов              |         |
| Военный губернатор                     | 1830 — 3 июня 1830                 | Николай Столыпин   |         |
| И. о. военного губернатора (комендант) | 3 июня 1830—1830                   | Андрей Турчанинов  |         |
| Военный губернатор                     | 1830 — 8 октября 1833              | Алексей Грейг      |         |
| Военный губернатор                     | 8 октября 1833 — 1 апреля 1851     | Михаил Лазарев     |         |
| И. о. военного губернатора             | 1 апреля 1851—1852                 | Мориц Берх         |         |
| Военный губернатор                     | 1852 — 13 сентября 1854            | Михаил Станюкович  |         |
| Главнокомандующий                      | 1852 — 13 сентября 1854            | Владимир Корнилов  |         |
| Военный губернатор                     | 13 сентября 1854 — 30 июня 1855    | Павел Нахимов      |         |
| И. о. военного губернатора             | июль 1855 — 28 августа 1855        | Фёдор Новосильский |         |
| Военный губернатор                     | 26 сентября 1855 — 26 августа 1856 | Николай Метлин     |         |
| Военный губернатор                     | январь 1856 — август 1856          | Александр Панфилов |         |
| Военный губернатор                     | 26 августа 1856 — 7 февраля 1857   | Григорий Бутаков   |         |

## Севастопольское военное губернаторство(1857—1865)
| Должность                  | годы в должности    | Имя               | портрет |
| -------------------------- | ------------------- | ----------------- | ------- |
| Военный губернатор         | 7 февраля 1857—1858 | Феодосий Бартенев |         |
| И. о. военного губернатора | 1858 — 1865         | Пётр Кислинский   |         |

## Севастопольское градоначальство(1872—1917)
| Должность      | годы в должности                  | Имя                 | портрет |
| -------------- | --------------------------------- | ------------------- | ------- |
| Градоначальник | 7 февраля 1872—1873               | Павел Перелешин     |         |
| Градоначальник | 1873 — 1 марта 1876               | Михаил Кази         |         |
| Градоначальник | 1 марта 1876 — 30 августа 1882    | Андрей Никонов      |         |
| Градоначальник | 30 августа 1882 — 27 мая 1885     | Иван Руднев         |         |
| Градоначальник | 1 июля 1885 — 1 января 1891       | Михаил Кумани       |         |
| Градоначальник | 1 января 1891 — 24 июня 1896      | Иван Лавров         |         |
| Градоначальник | 24 июня 1896 — 28 августа 1899    | Константин Вальронд |         |
| Градоначальник | 28 августа 1899 — 11 февраля 1902 | Евгений Федосьев    |         |
| Градоначальник | 11 февраля 1902 — 8 июля 1902     | Николай Хвостов     |         |
| Градоначальник | 8 июля 1902 — 7 ноября 1905       | Александр Спицкий   |         |
| Градоначальник | 7 ноября 1905 — 25 апреля 1906    | Евгений Рогуля      |         |
| Градоначальник | 25 апреля 1906 — 2 марта 1909     | Владимир Мореншильд |         |
| Градоначальник | 2 марта 1909 — 9 декабря 1913     | Сергей Кульстрем    |         |
| Градоначальник | 9 декабря 1913 — февраль 1917     | Сергей Бурлей       |         |

## Гражданская война и Интервенция (1917—1920)
| Должность                                     | годы в должности              | Имя                | портрет |
| --------------------------------------------- | ----------------------------- | ------------------ | ------- |
| Комиссар временного правительства             | 1917                          | Сергей Никонов     |         |
| Городской голова                              | 1917                          | Сергей Никонов     |         |
| Председатель городского совета                | 1917 — октябрь 1917           | Надежда Островская |         |
| Председатель военного революционного комитета | 16 декабря 1917 — апрель 1918 | Юрий Гавен         |         |
| Председатель городского совета                | 1 января 1918—1918            | Николай Пожаров    |         |
| Градоначальник                                | сентябрь 1919 — февраль 1920  | Владимир Субботин  |         |
| Градоначальник                                | апрель — май 1920             | Владимир Сидорин   |         |
| Комендант                                     | 1920                          | Алексей Баранов    |         |

## Российская Советская Федеративная Социалистическая Республика (1920—1942)
| Должность                                        | годы в должности    | Имя             | портрет |
| ------------------------------------------------ | ------------------- | --------------- | ------- |
| Председатель городского исполнительного комитета | 1920 — 1921         | Семён Крылов    |         |
| Председатель городского совета                   | 193? — 1937         | Харченко        |         |
| Председатель городского исполнительного комитета | 1938 — 10 июля 1942 | Василий Ефремов |         |

## Нацистская Германия (1942—1943)
| Должность                                  | годы в должности           | Имя           | портрет |
| ------------------------------------------ | -------------------------- | ------------- | ------- |
| Председатель городской управы (бургомистр) | 10 июля 1942 — август 1942 | Н. М. Мадатов |         |
| Председатель городской управы (бургомистр) | август 1942—1943           | Супрягин      |         |

## Российская Советская Федеративная Социалистическая Республика (1944—1954)
| Должность                                        | годы в должности | Имя              | портрет |
| ------------------------------------------------ | ---------------- | ---------------- | ------- |
| Председатель городского исполнительного комитета | 9 мая 1944—1946  | Василий Ефремов  |         |
| Секретарь городского исполнительного комитета    | январь 1947—1948 | Павел Лесин      |         |
| Председатель городского исполнительного комитета | 1948 — 1949      | В. И. Филиппов   |         |
| Председатель городского исполнительного комитета | 1951 — 1954      | Сергей Сосницкий |         |

## Украинская Советская Социалистическая Республика (1954—1991)
| Должность                                        | годы в должности               | Имя               | портрет |
| ------------------------------------------------ | ------------------------------ | ----------------- | ------- |
| Председатель городского исполнительного комитета | 1954 — 1957                    | Сергей Сосницкий  |         |
| Председатель городского исполнительного комитета | 1957 — 1963                    | Сергей Кирсанов   |         |
| Председатель городского исполнительного комитета | 1963 — 1973                    | Павел Стенковой   |         |
| Председатель городского исполнительного комитета | 1976 — 1979                    | Иван Кириленко    |         |
| Председатель городского исполнительного комитета | 1979 — октябрь 1989            | Евгений Генералов |         |
| Председатель городского исполнительного комитета | 1 апреля 1990 — 5 февраля 1991 | Аркадий Шестаков  |         |
| Председатель городского совета                   | 1 апреля 1990 — 5 февраля 1991 | Юрий Ступников    |         |
| Председатель городского исполнительного комитета | 5 февраля — 24 августа 1991    | Иван Ермаков      |         |

## Независимая Украина

### Главы исполнительной власти
| Председатель исполнительного комитета Севастопольского городского совета 1991-1992 |  |                                    |                                            | |
| 1                                                                                  |  | Иван Ермаков (род. 1947)           | 24 августа 1991 — 24 марта 1992            | Одновременно председатель Севастопольского городского совета. |
| Представители Президента Украины в городе Севастополе 1992-1994                    |  |                                    |                                            | |
| 1                                                                                  |  | Иван Ермаков (род. 1947)           | 24 марта 1992 — 19 января 1994             | С 1991 по 1994 гг. заместитель Председателя Верховного Совета Крыма. |
| -                                                                                  |  | Николай Глушко (род. 1938) (и. о.) | 19 января 1994 — апрель 1994               | |
| Председатель Севастопольской городской государственной администрации 1994-1995     |  |                                    |                                            | |
| 1                                                                                  |  | Николай Глушко (род. 1938)         | апрель 1994—1995                           | |
| Председатель исполнительного комитета Севастопольского городского совета 1994-1995 |  |                                    |                                            | |
| 2                                                                                  |  | Виктор Семёнов (род. 1946)         | июнь 1994 — 19 июля 1995                   | Одновременно председатель Севастопольского городского совета. |
| Председатели Севастопольской городской государственной администрации 1995-2014     |  |                                    |                                            | |
| 2                                                                                  |  | Виктор Семёнов (род. 1946)         | 19 июля 1995 — 24 апреля 1998              | Одновременно председатель Севастопольского городского совета. |
| 3                                                                                  |  | Борис Кучер (1942—1999)            | 27 апреля 1998 — 5 апреля 1999             | |
| 4                                                                                  |  | Жунько Леонид (род. 1951)          | 5 апреля 1999 — 4 февраля 2005             | |
| 5                                                                                  |  | Сергей Иванов (род. 1952)          | 4 февраля 2005 — 31 мая 2006               | |
| 6                                                                                  |  | Сергей Куницын (род. 1960)         | 1 июня 2006 — 6 апреля 2010                | В 1998—2001 и 2002—2005 Председатель Совета Министров Автономной Республики Крым, в феврале-марте 2014 г. представитель Президента Украины в Автономной Республике Крым.                                                                      |
| 7                                                                                  |  | Валерий Саратов (1953—2015)        | 6 апреля 2010 — 1 июня 2011                | В 2006—2010 председатель Севастопольского городского совета. |
| 8                                                                                  |  | Владимир Яцуба (род. 1947)         | 7 июня 2011 — 24 февраля 2014/7 марта 2014 | Министр Кабинета министров Украины (2003), губернатор Днепропетровской области (2003-04), министр регионального развития и строительства Украины (2010). Официально уволен указом и. о. Президента Украины Александра Турчинова 7 марта 2014. |
| —                                                                                  |  | Фёдор Рубанов (род. 1971)          | с 7 марта 2014                             | Исполняющий обязанности. Признаётся в качестве преемника Яцубы новыми украинскими властями |

### Главы местного самоуправления (представительской власти)
| Председатели Севастопольского городского совета С 1991 |  |                                |                                 | |
| 1                                                      |  | Иван Ермаков (род. 1947)       | 24 августа 1991 — 24 марта 1992 | Одновременно председатель исполнительного комитета Севастопольского городского совета. |
| 2                                                      |  | Виктор Семёнов (род. 1946)     | 24 марта 1992 — 24 апреля 1998  | В 1994-95 — одновременно председатель исполнительного комитета Севастопольского городского совета, а в 1995—1998 одновременно председатель Севастопольской городской государственной администрации. |
| 3                                                      |  | Василий Пархоменко (род. 1947) | 28 апреля 1998 — 26 апреля 2002 | В 1990—1991 годах 1-й секретарь Севастопольского горкома Коммунистической партии Украины. |
| 4                                                      |  | Валентин Борисов (1959—2023)   | 26 апреля 2002 — 15 апреля 2006 | с 2006 года Начальник территориального управления Счётной палаты Украины по Автономной Республики Крым и городу Севастополю.                                                                        |
| 5                                                      |  | Валерий Саратов (1953—2015)    | 15 апреля 2006 — 13 апреля 2010 | В 2010—2011 Председатель Севастопольской городской государственной администрации. |
| 6                                                      |  | Юрий Дойников (род. 1960)      | 13 апреля 2010 — 18 марта 2014  | С 18 марта 2014 года Председатель Законодательного собрания Севастополя. |

## Россия

### Главы исполнительной власти
| # | Портрет | Имя                               | Срок                           | Характеристика |
| --- | ------- | --------------------------------- | ------------------------------ | --- |
| Председатель координационного совета по организации Севастопольского городского управления по обеспечению жизнедеятельности города 2014 |         |                                   |                                | |
| 1 |         | Алексей Чалый (род. 1961)         | 21 марта 2014 — 1 апреля 2014  | Председатель координационного совета по созданию управления по обеспечению жизнедеятельности Севастополя с 18 марта 2014 года |
| Губернатор Севастополя с 2014 |         |                                   |                                | |
| - |         | Алексей Чалый (род. 1961) (и. о.) | 1 апреля 2014 — 14 апреля 2014 | [ 1 ] |
| 1 |         | Сергей Меняйло (род. 1960)        | 14 апреля 2014 — 28 июля 2016  | и. о. до 9 октября 2014 года                                                                                                  |
| 2 |         | Дмитрий Овсянников (род. 1977)    | 28 июля 2016 — 11 июля 2019    | и. о. до 18 сентября 2017 года                                                                                                |
| - |         | Михаил Развожаев (род. 1980)      | 11 июля 2019 — настоящее время | и. о. до 2 октября 2020 года                                                                                                  |

### Главы законодательной власти
| #                                                              | Портрет | Имя                                     | Срок                               | Характеристика |  |
| -------------------------------------------------------------- | ------- | --------------------------------------- | ---------------------------------- | --- |  |
| Председатели Законодательного собрания Севастополя с 2014 года |         |                                         |                                    | |  |
| 1                                                              |         | Юрий Дойников (род. 1960)               | 18 марта 2014 — 22 сентября 2014   | До 18 марта 2014 года Председатель Севастопольского городского совета. |  |
| 2                                                              |         | Алексей Чалый (род. 1961)               | 22 сентября 2014 — 22 марта 2016   | |  |
| 3                                                              |         | Екатерина Алтабаева (род. 1956) (и. о.) | 6 сентября 2016 — 14 сентября 2019 | С сентября 2014 г. — заместитель Председателя Законодательного Собрания г. Севастополя, с 22 марта 2016 года исполняла обязанности Председателя Законодательного Собрания г. Севастополя. |  |
| 4                                                              |         | Владимир Немцев (род. 1971)             | 14 сентября 2019 — н.в.            | С декабря 2015 г. — сопредседатель регионального отделения ОНФ. Член партии Единая Россия.                                                                                                |  |